# August Żyzniewski
August Żyzniewski, Żyźniewski (ur. 28 sierpnia 1819 w Połocku, zm. 19 marca 1896 w Moskwie), polski muzealnik i archeolog amator, urzędnik w służbie rosyjskiej.
Był uczniem gimnazjum w Witebsku, następnie studiował nauki przyrodnicze na uniwersytecie w Moskwie. Dyplom uczelni moskiewskiej uzyskał w 1843 i podjął pracę w administracji carskiej, z którą związał się na całe życie zawodowe, szczycąc się jednocześnie swoim polskim pochodzeniem. Początkowo zatrudniony pozostawał w Ministerstwie Sprawiedliwości w Petersburgu, później pracował jako prokurator gubernialny w Kazaniu i na Samarze, a od 1869 jako prezes Izby Skarbowej w Twerze. 
W ciągu kilkunastu lat pracy w Twerze Żyzniewski przyczynił się do rozbudowy miejscowego Muzeum Historycznego. Opiekę nad muzeum roztoczył jako wiceprezes (od 1872) Twerskiego Komitetu Statystycznego. Zauważywszy ubogie zasoby archeologiczne i historyczne, dążył do poszerzenia zbiorów, nie szczędząc własnych pieniędzy i czasu. Udało mu się pozyskać na potrzeby muzeum dodatkowe skrzydło pałacowe. W czasie gromadzenia zbiorów szczególny nacisk kładł na pamiątki (dokumenty, monety) z czasów, kiedy Twer pozostawał samodzielnym księstwem. Od 1884 przewodniczył Komisji Archeologicznej w Twerze.
Przy współudziale Aleksieja Siergiejewicza Uwarowa Żyzniewski opracował przewodnik po Muzeum Historycznym miasta Tweru, w którym szczegółowo przedstawił zbiory archeologiczne (wydany w Moskwie w 1888, już po śmierci Uwarowa). Kierował pracami badawczymi i inwentaryzacyjnymi ważniejszych archiwów guberni twerskiej. 
W listopadzie 1873 został powołany na członka czynnego Cesarskiego Moskiewskiego Towarzystwa Archeologicznego (którego prezesem był od początku istnienia Aleksiej Uwarow). Uczestniczył też w zjazdach archeologicznych na terenie cesarstwa rosyjskiego - w 1887 w Jarosławlu, w 1890 w Moskwie, w 1893 w Wilnie.
August Żyzniewski był autorem licznych prac z archeologii, numizmatyki, archiwistyki, historii sztuki, wiele z nich ogłosił na łamach periodyków Moskiewskiego Towarzystwa Archeologicznego.